# L’Alcora
L'Alcora – gmina w Hiszpanii, w prowincji Castellón, we wspólnocie autonomicznej Walencja, o powierzchni 94,9 km². W 2011 roku liczyła 10 821 mieszkańców.